# Beaumont (Alberta)
Beaumont ist eine Gemeinde im Zentrum der kanadischen Provinz Alberta, die seit 2019 den Status einer Stadt (englisch City) hat. Sie liegt im Ballungsraum von Edmonton und gehört zum Verwaltungsbezirk Leduc County in der Edmonton Capital Region. Die umgebende Landschaft ist Teil der auch als Aspen Parkland bezeichneten Ökoregion.
Das nur wenige Kilometer nordwestlich von Beaumont gelegene Edmonton und der westlich der Gemeinde gelegene internationale Flughafen bilden das wirtschaftliche Rückgrat. Ende des 19. Jahrhunderts von französischsprachigen Farmern und auf Betreiben der Hudson’s Bay Company gegründet, spielt die Landwirtschaft heute nur noch eine nachgeordnete Rolle. Der Name der Gemeinde wurde erst im Jahr 1895 gewählt, als ein Postbüro eröffnet wurde.

## Demographie
Beim Zensus 2021 wurde eine Einwohnerzahl von 20.888 ermittelt.
Der Zensus im Jahr 2016, der Census 2016, ergab für die Gemeinde eine Bevölkerungszahl von 17.396 Einwohnern, nachdem der Zensus im Jahr 2011 für die Gemeinde noch eine Bevölkerungszahl von 13.284 Einwohnern ergab. Die Bevölkerung hat dabei im Vergleich zum letzten Zensus im Jahr 2011 um 31,0 % zugenommen und sich damit weit stärker als der Provinzdurchschnitt, mit einer Bevölkerungszunahme in Alberta von 6,3 %, entwickelt. Bereits im Zensuszeitraum 2006 bis 2011 hatte sich die Einwohnerzahl in der Gemeinde mit einem Zuwachs um 48,2 % sehr viel stärker als der Durchschnitt in der Provinz, dort mit einer Zunahme um 10,8 %, entwickelt.
Beim Zensus 2016 wurde für die Gemeinde ein Medianalter von 33,2 Jahren ermittelt. Das Medianalter der Provinz lag 2016 bei 37,8 Jahren. Das Durchschnittsalter lag bei 32,7 Jahren, bzw. nur 39,1 Jahren in der Provinz. Beim Zensus 2011 wurde für die Gemeinde noch ein Medianalter von 32,3 Jahren ermittelt. Das Medianalter der Provinz lag 2011 bei 36,5 Jahren.

## Verkehr
Schwerpunkt der Verkehrsanbindung ist der Straßenverkehr. Der Highway 814 durchquert die Gemeinde in Nord-Süd-Richtung und verbindet diese direkt mit Edmonton. Südlich der Gemeinde verläuft in Ost-West-Richtung der Highway 625, die Ostverlängerung des Highway 19. Über eine Anbindung an eine Eisenbahnstrecke verfügt Beaumont nicht.
Öffentlicher Personennahverkehr wird örtlich/regional mit einer Busverbindung nach Edmonton angeboten, welche von „Beaumont Transit“ in Kooperation mit Edmonton Transit Services betrieben wird.
Eine Anbindung an den Luftverkehr erfolgt über den südwestlich der Gemeinde gelegenen Edmonton International Airport.